# II. Prusziasz bithüniai király

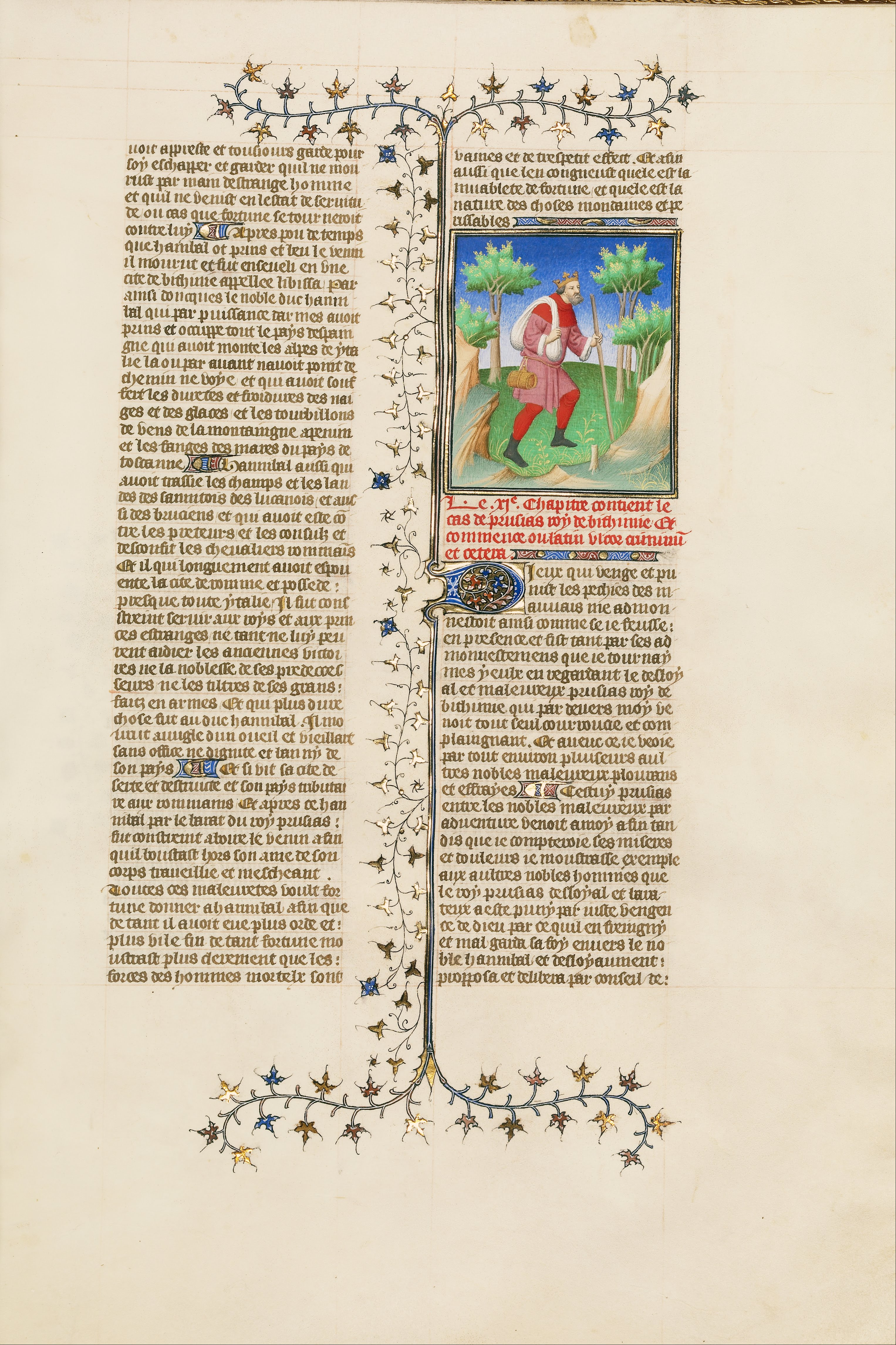
Prusziasz ábrázolása egy középkori kódexben

II. Prusziasz Künégosz (ógörögül: Προυσίας Β' ο Κυνηγός), (Kr. e. 220 körül – Kr. e. 149) bithüniai király Kr. e. 182-től haláláig.
I. Prusziasz fiaként született, és édesapja halála után lépett a trónra. Gyenge király volt, aki hosszú uralkodása alatt teljesen Róma akaratától függött. Erőszakos halállal múlt ki: fia, II. Nikomédész ölette meg őt Kr. e. 149-ben. Életéről Polübiosz, Justinus és Livius írt az ókori történetírók közül.